# Salma Zahid
Salma Zahid, née le 26 mai 1970 à Coventry (Royaume-Uni), est une fonctionnaire et femme politique canadienne d'origine pakistanaise. Elle est députée de la circonscription de Scarborough-Centre à la Chambre des communes du Canada depuis les élections fédérales de 2015 sous la bannière du Parti libéral du Canada.

## Biographie
Née le 26 mai 1970 à Coventry au Royaume-Uni, Salma Zahid est la fille d'un brigadier de l'armée pakistanaise posté en Angleterre. Encore bébé, elle est amenée au Pakistan où elle grandit. 
Elle détient une maîtrise en gestion et administration de l'éducation de l'Institute of Education (en) de l'Université de Londres et un MBA de l'Université Quaid-i-Azam au Pakistan. En 1999, elle émigre avec son mari au Canada et déménage en 2000 à Scarborough, une ville devenue la partie Est de Toronto après son annexion en 1998.

### Carrière politique
En août 2014, Salma Zahid est choisie comme candidate du Parti libéral du Canada dans la circonscription de Scarborough-Centre en vue des prochaines élections. Le 19 octobre 2015, lors des élections fédérales, elle remporte la victoire en obtenant 50,5 % des votes, battant ainsi la députée conservatrice sortante, Roxanne James (en), par plus de 8 000 voix. Elle devient députée de Scarborough-Centre à la Chambre des communes.
Le 20 février 2018, elle annonce sur les médiaux sociaux prendre un congé de maladie pour se faire soigner à la suite d'un diagnostic de lymphome non hodgkinien. La chimiothérapie lui faisant perdre ses cheveux, elle opte pour le foulard plutôt que la perruque pour couvrir sa tête. Devant la possibilité d'une mort probable puisque son médecin craignait d'abord à un fatal cancer ovarien de stade 4, elle se rapproche de sa foi musulmane. Le port fonctionnel du hijab devient alors spirituel.
À son retour en Chambre en mai 2018, elle porte son hijab, devenant ainsi la première députée voilée à la Chambre des communes et le 31 mai, la première à y prendre la parole. Le 13 juillet, son oncologiste lui annonce qu'elle est en complète rémission de son cancer. 
Lors des élections générales d'octobre 2019, elle fait campagne coiffée de son hijab et est réélue avec 55,19 % des voix et une majorité accrue de plus de 7 000 voix. Elle est réélue également en 2021 avec 57,59 % des voix.

## Vie privée
Salma Zahid habite à Scarborough avec son mari Salman Zahid et leurs deux enfants Umaid et Usman.